# دنی فانتوم
دنی فانتوم یا دنی شبح (به انگلیسی: Danny Phantom) یک سریال انیمیشن آمریکایی است که توسط بوچ هارتمن برای استودیوی نیکلودئون ساخته شده است. این سریال توسط استودیوهای بیلیون فولد تولید شد و در کانادا توسط نلوانا (Nelvana) که یک کمپانی انیمیشن سازی کانادایی است توزیع گردید. این سریال ماجرای یک پسر نوجوان را دنبال می‌کند که پس از تصادف با یک دروازه غیرقابل پیش بینی که در واقع پل ارتباطی میان دنیای انسان‌ها و "دنیای اشباح" است به یک موجود هیبرید یعنی انسان-شبح تبدیل می‌شود و وظیفه نجات شهرش و نیز دنیای انسان‌ها را در برابر حملات بعدی اشباح و ارواح گوناگون به عهده می‌گیرد و در این حملات و ماجراها او با استفاده از قدرتهای ماوراءالطبیعه که به تدریج تکامل می‌یابند با آنها مبارزه می‌کند. او در این اکتشافات، کشمکش‌ها و سفرهای ماجراجویانه و جستجو برای ارتقا و کنترل قدرت‌هایش توسط دو تن از بهترین دوستانش یاری می‌شود و مدتی بعد خواهر بزرگترش نیز از قضیه آگاه می‌شود و به کمک او می‌آید. این تیم یعنی خواهر دنی و دو دوستش در اکثر قسمت‌های سریال حضور دارند و تنها کسانی هستند که از زندگی دوگانه دنی باخبرند.
این مجموعه برای اولین بار در سوم آوریل ۲۰۰۴ به نمایش گذاشته شد، قسمت اول آن بعد از مراسم اهدای جوایز بهترین‌ها از نظر کودکان در سال ۲۰۰۴ بر روی آنتن رفت، و در ۲۴ آگوست سال ۲۰۰۷ با مجموع ۵۳ قسمت و سه فصل پایان یافت. سریال دنی فانتوم هم تحسین منتقدین و هم بینندگان را دریافت کرده است. خود بوچ هارتمن اشاره کرده است که این سریال محبوبترین و تحسین شده‌ترین کار وی بوده است، با وجود اینکه این سریال در مقایسه با سریال والدین نسبتاً عجیب و غریب تقریباً کوتاه و به تعبیری مینی محسوب می‌شود. از سریال دنی فانتوم کلکسیونی از بازی‌های ویدئویی و همچنین اسباب بازی‌ها و انواع دیگر کالاها و محصولات تجاری ساخته شده است.

## قسمت‌های سریال
فصل اول: ۲۰ قسمت (۲۰۰۵–۲۰۰۴)
فصل دوم: ۲۰ قسمت (۲۰۰۶–۲۰۰۵)
فصل سوم: ۱۳ قسمت (۲۰۰۷–۲۰۰۶)

## شخصیت‌های سریال
- دنی ملقب به فانتوم (گویندگی این نقش توسط دیوید کافمن): دنی پسر ۱۴ ساله و دست و پا چلفتی است که در یک حادثه در آزمایشگاه به قدرت‌های ماوراءالطبیعه (توانایی‌های اشباح) دست می‌یابد.
- سامانتا ملقب به سام (گویندگی توسط گری دلیسل): سامانتا بهترین دوست مؤنث دنی است که در انتهای سریال با دنی نامزد می‌شود. سامانتا مسئول حادثه‌ای است که برای دنی در آزمایشگاه اتفاق می‌افتد.
- تاکر فولی (گویندگی توسط ریکی کالینز): تاکر نوجوانی مخترع و با نشاط است که علاقه شدیدی به تکنولوژی دارد و همیشه یک دستگاه پی دی ای با خود حمل می‌کند. تاکر نیز بهترین دوست دنی است و به همراه سام در مبارزات به دنی کمک می‌کنند.
- جازمین ملقب به جاز (گویندگی توسط کالین ویلارد ): جازمین خواهر بزرگتر دنی، دختری باهوش و بسیار خونگرم است که بسیار مراقب سلامتی و حفظ جان برادرش دنی می‌باشد و به شدت از او محافظت می‌کند.
- جک فنتون (گویندگی توسط راب پالسن): پدر دنی و جازمین است و اعتقاد دارد که تمام اشباح موجوداتی مضر و شرور هستند و باید نابود شوند. جک از خانواده اش در برابر اشباح حفاظت می‌کند اما در مورد پسرش دنی و قدرت‌هایش چیزی نمی‌داند.
- مَدی فنتون (گویندگی توسط کت سوسی): مادر دنی و جازمین و همسر جک است. او یک نابغه و یک شکارچی متعهد اشباح است، هر چند او بیشتر قصد مطالعه و بررسی اشباح را دارد تا اینکه آنها را نابود کند. او نیز از وضعیت پسرش دنی بی‌خبر است.
- وِلاد پلاسموس (گویندگی توسط مارتین مول): ولاد رقیب اصلی دنی در کل سریال است. ولاد هم دانشکده‌ای جک و مدی (پدر و مادر دنی) بود تا اینکه نمونه اولیه دروازه اشباح که توسط جک ساخته شده بود صورت ولاد را مورد اصابت اشعه خود قرار داد و با این کار علاوه بر اینکه زندگی اجتماعی او نابود گشت، قدرت‌های اشباح گونه نیز به او منتقل شد. ولاد به مدت ۲۰ سال است که دارای چنین قدرت‌هایی است و لذا تجربه بسیار بیشتری نسبت به دنی در این زمینه دارد و شخصیت ضدقهرمان اصلی این سریال را بازی می‌کند و همیشه سعی می‌کند مَدی را بدزدد و از جک جدا کند و به دنبال متقاعد کردن دنی است تا به او بپیوندد و دوستانش و سایر انسانها را نابود سازد.